# Анітта
Анітта (д/н— бл. 1750 до н. е.) — правитель Канішу, який створив велику територіальну державу в центральній Анатолії (Хетську державу), об'єднавши міста-держави хеттів та споріднені з ними племена. 
Анітта засвідчений кинджалом або наконечником списа з написом «Палац Анітти», знайденим у міському кургані Каніш, і він засвідчив низку контрактів, знайдених в ассирійському купецькому поселенні на цьому місці (рівень Ib). Крім того, колекція з трьох його власних царських написів "Напис Анітти", де розповів про діяльність свого батька і себе, збереглася в пізніших хетських архівах Хаттуси. Хоча ці тексти написані ранньою формою хетської мови, невідомо, якою мовою вони були написані (ассирійською чи хетською).
Так само незрозуміла етнічна приналежність Анітти і Пітхани, первісною резиденцією яких було місто Куссар, десь на південний схід від Канішу. Пізніша хеттська династія Хаттусілі І також виникла в цьому місті, і її члени, очевидно, вважали Анітту своїм попередником, хоча він ніколи не згадується як їхній предок.

## Життєпис
Походив з Куссарської династії. Син царя (руба'ум) Пітхани. Ще за життя батька оголошений співправителем або офіційним спадкоємцем — «начальником сходів» (рабі сіммільтім).
Невдовзі після сходження придушив повстання в місті Неса, куди згодом переніс столицю держави. Тут звів потужні оборонні споруди, храми богам Сіусумме і Халмасуітте, царські палаци, створив звіринець для свого полювання. Відомо, що одного дня Анітта вполював 2 левів і 250 інших тварин (кабанів, леопардів, оленів, газелей, гірських козлів).
Продовжив політику батька з підкорення хеттських племен і держав. Спочатку Анітта переміг й полонив Хуцію, царя держави Цальпа (Залпа) на узбережжі Чорного моря. Також перевіз до Неси, захоплену Ухной, колишнім царем Цальпи, статую несітського божества Сіусумми.

Хетти та їх сусіди

Лише після цього рушив проти основного суперника — держави хаттів. Володар останнього (рубаум хатті) Піюсті створив потужну коаліцію з кавказькими племенами. Перебіг війни Анніти з Піюсті достеменно невідомий. Відомо про вирішальну битву біля міста Салампа (Шалампа), де військо Анніти перемогло Піюсті. Слідом за цим столицю хаттів Хаттусу було захоплено після тривалої облоги. За наказом Анітти Хаттусу було зруйновано вщент і проклято всякого, хто захотів би в майбутньому зробити її своєю столицею.
Наступними Анітта підкорив держави Шалатуара (Салатівара) та Валама (Улламма), проти яких виставив військо у 40 колісниць і 1400 піхотинців. Слідом за цим підпорядкував собі правителя міста-держави Пурусханда (Бурусхаїда), отримавши від того залізний скіпетр і трон. Разом з тим суттєво послабив присутність ассирійських купців в Малій Азії.
В результаті утворилася держава, що включав в себе значні території від озера Туз до перевалів через малоазійський Тавр, включно з великою територією всередині закруту річки Галіс. Після цього Анітта прийняв титул великого царя або царя царів (rubā’um rabi’um). Помер близько 1750 року до н.е. Однак його царство проіснувало недовго. Невідомо, чи його ймовірний син і призначений наступник Перува коли-небудь посів трон.